# دينار موحدي
الدينار الموحدي هو العملة الذهبية المسكوكة في الغرب الإسلامي تحت حكم الموحدين.

## وصف

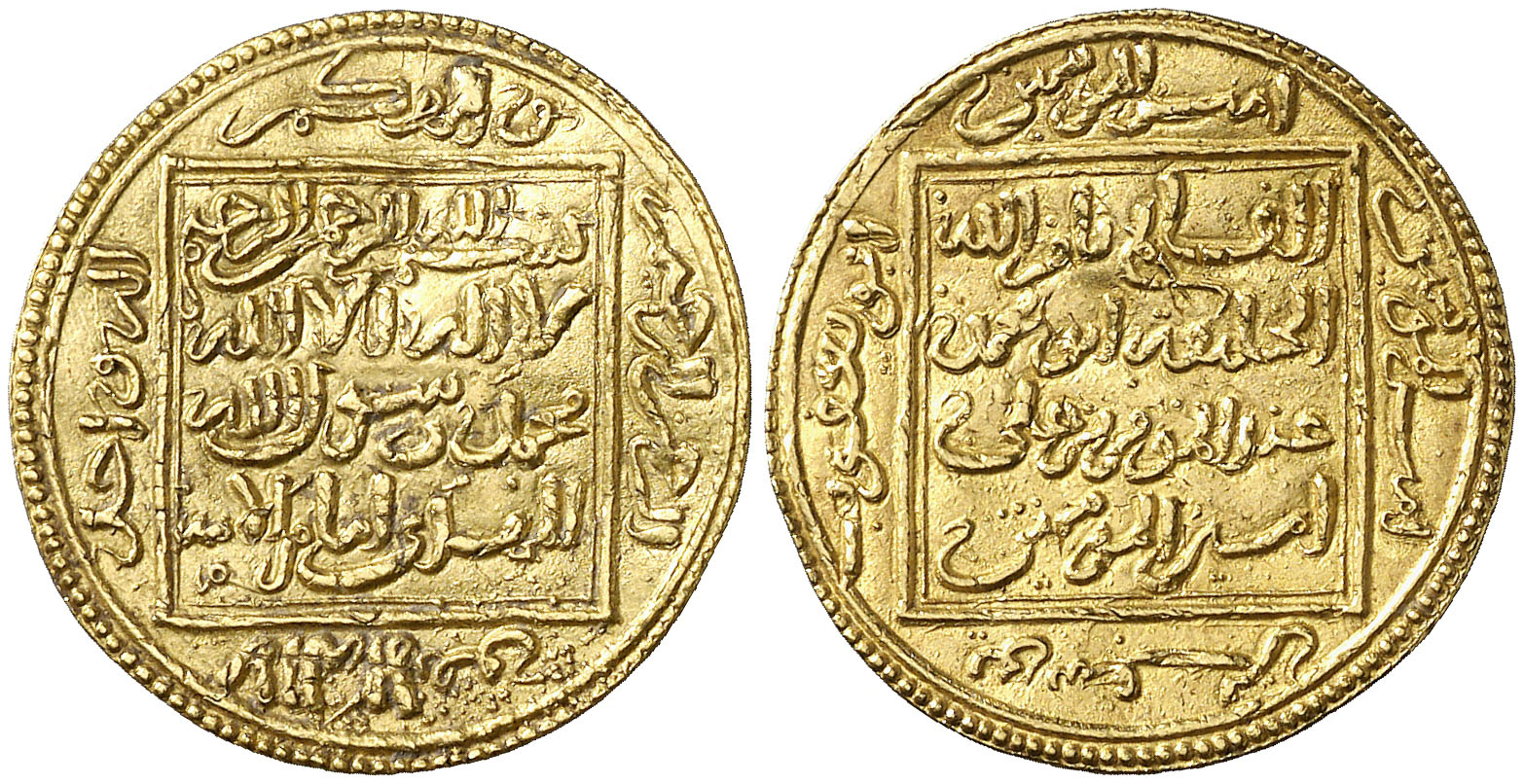
الدينار الموحدي، مسكوك بالمغرب في عهد الخليفة أبي يعقوب يوسف (القرن الثاني عشر).

يتميز الدينار الموحدي بعدة خصائص أصلية. يتضمن تصميمًا مربعًا على الوجه وتعليقا أصيلا ووزنًا مُعدلًا مقارنة بمعايير العالم الإسلامي، المثقال، الموروث عن الخلفاء الأمويين والعباسيين. فقد حدد الخليفة عبد المؤمن الوزن بـ 2,3 غ بدلاً من 4,72 غ المعمول بها في ذلك الوقت حسب المعيار العباسي. هذا الدينار المومني، ثم الذي ضرب في عهد ابنه يوسف ( الدينار اليوسفي)، ربما يكون ذو طابع شرقي، بحيث تم تخفيض وزنه إلى النصف. وقد استمر خلفاء عبد المؤمن في سياسة إصلاح العملة.
الدينار الموحدي مقسم إلى مضاعف فرعي، المصمودينة (التي تعني حرفيًا "عملة المصمودة") بوزن 2,3 غ. المصمودينة، والذي يسمى أيضًا بالدينار الموحدي الصغير، هو الدينار الأكثر سكًا من قبل الموحدين. وكانت كذلك هي العملة الكسرية الأكثر أهمية.
كانت أغلب ورش سك الدينار الموحدي تقع في المغرب والأندلس. وبحسب إحصاء جمع 262 دينارًا موحديًا يحمل إشارة إلى مكان السك، فإن غالبية الدنانير قادمة من المغرب أو الأندلس، و26 فقط من بجاية، و7 من تونس.